# 7987 Волшкевін
7987 Волшкевін (7987 Walshkevin, (7987) 1981 EV22) — астероїд головного поясу, відкритий 2 березня 1981 року.
Тіссеранів параметр щодо Юпітера — 3,303.